# دنیل جی. بابرو
دنیل گوریسکو بابرو (به انگلیسی: Daniel G. Bobrow)؛ (زاده ۲۹ نوامبر ۱۹۳۵ - درگذشته ۲۰ مارس ۲۰۱۷) دانشمند رایانه آمریکایی بود که برنامه هوش مصنوعی استیودنت را ایجاد کرد که به واسطه آن دکترای خود را دریافت کرد. در ریتیون بی‌بی‌ان تکنالوجیز کار کرد، سپس به عنوان محقق در آزمایشگاه سیستم‌های هوشمند زیراکس پارک  مشغول به کار بود.
او در شهر نیویورک متولد شد و مدرک کارشناسی خود را از مؤسسه پلی‌تکنیک رنسلیر در سال ۱۸۵۷، ای‌ام را از هاروارد در سال ۱۹۵۸ و دکترای ریاضیات را از مؤسسه فناوری ماساچوست تحت نظارت ماروین مینسکی در سال ۱۹۶۴ به دست آورد. در بی‌بی‌ان، او توسعه دهنده تی‌ای‌ان‌ای‌ایکس  بود.
بابرو رئیس انجمن پیشبرد هوش مصنوعی (AAAI)، رئیس انجمن علوم شناختی، سردبیر مجله هوش مصنوعی بود. او در سال ۱۹۹۲ جایزه سیستم نرم‌افزاری ACM را با پنج دانشمند دیگر PARC (ریچارد آر. برتون، ال. پیتر دویچ، رونالد کاپلان، لری ماسینتر و وارن تیتلمن) برای کارش در اینترلیسپ به اشتراک گذاشت. او اعضای ACM و AAAI بود.